# Occoneechee Speedway
Der Occoneechee Speedway, auch als Orange Speedway bekannt, ist eine ehemalige Rennstrecke nahe der Kleinstadt Hillsborough im US-Bundesstaat North Carolina. Der ehemalige Dirt Track war eine der ersten beiden NASCAR-Strecken, die eröffnet wurden. Sie wurde 1968 geschlossen und ist die einzige unbefestigte Strecke, die von der NASCAR-Eröffnungssaison 1949 übrig geblieben ist.

## Geschichte

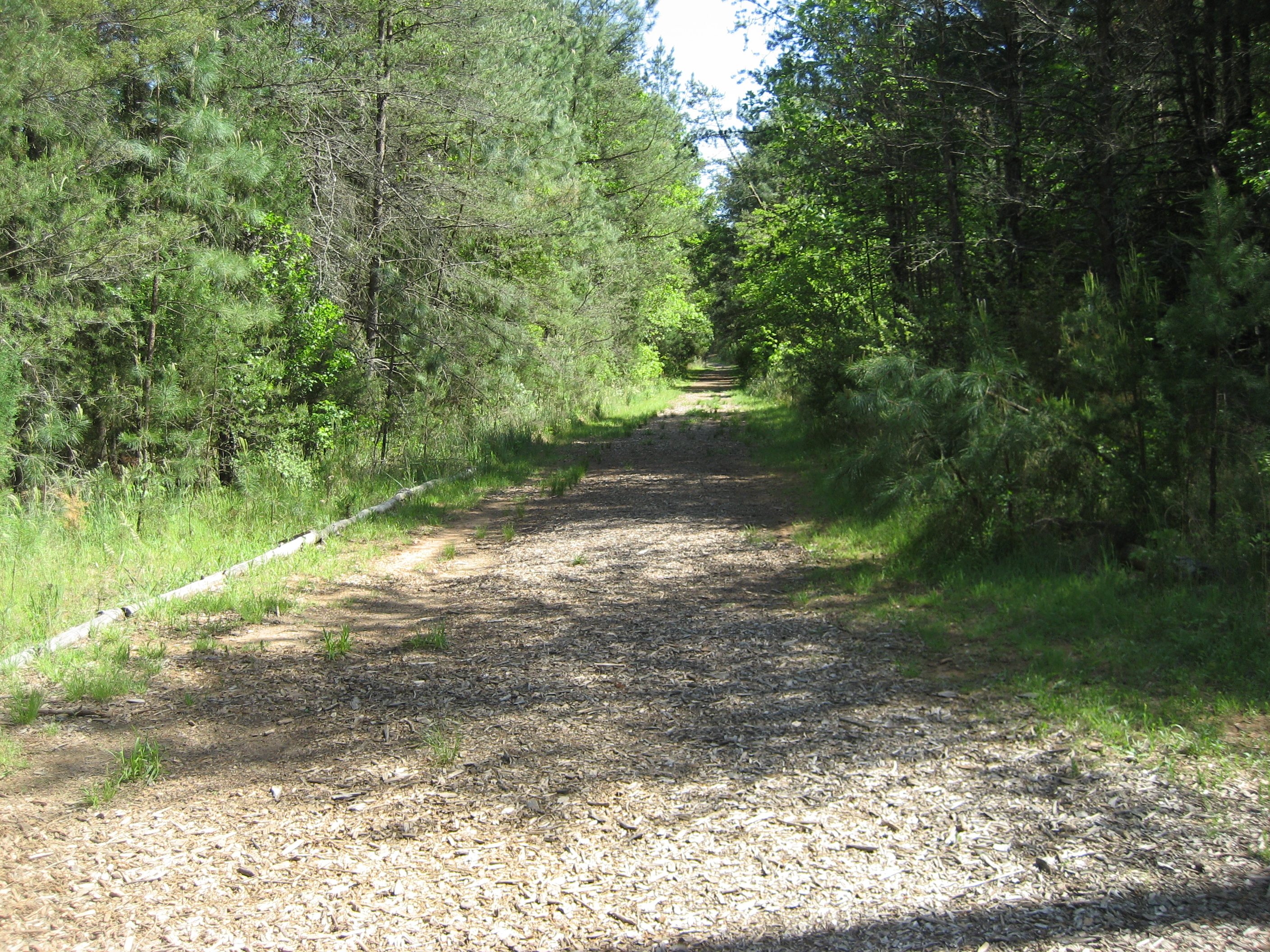
Gerade des Occoneechee Speedways – heutiger Zustand

Die Strecke wurde auf dem Gelände der im 19. Jahrhundert errichteten Occoneechee Farm errichtet, die nach den Occaneechi-Indianern benannt wurde, die im späten 17. und 18. Jahrhundert in der Gegend lebten. Der Landbesitzer, Julian S. Carr, betrieb Pferderennen und baute auf dem Gelände eine Halbmeilen-Pferderennbahn. Diese wurde von NASCAR-Gründer Bill France Sr. bei einem Privatflug „entdeckt“ und 1949 nach dem Erwerb des Areals in einen 0,9 Meilen langen Dirt Track umgebaut.
Das 0,90 Meilen lange Dirt-Track-Oval wurde im Jahr 1949 mit dem ersten Rennen am 7. August 1949 eröffnet. Im Jahre 1954 erfolgte die Umbenennung der Strecke in Orange Speedway.
Gegen Ende der 60er Jahre opponierte eine Bürgerinitiative erfolgreich gegen die grundsätzlich am Sonntag stattfindenden Rennen. Nach der Schließung im Jahr 1968 wurde das gesamte Streckenareal der Natur überlassen, so dass sich der Speedway derzeit inmitten eines dichten Waldgebietes befindet. NASCAR wich im Folgejahr auf den neu errichteten Talladega Superspeedway in Alabama aus, der den Termin vom Orange Speedway übernahm.
Der Occoneechee Speedway war eine der ersten beiden eröffneten Rennstrecken in der Geschichte des NASCAR-Sports. Seit seiner Schließung ist der Occoneechee Speedway der einzige noch vorhandene Dirt Track auf dem einst die ersten NASCAR-Cup-Rennen im Jahr 1949 veranstaltet wurden.
Seit geraumer Zeit kümmerte sich die ehrenamtliche Organisation „Historic Speedway Group“ um die Wiederherstellung und Pflege der Anlage. Zusätzlich organisiert sie jährlich Oldtimer-Treffen, welche auf der historischen Anlage veranstaltet werden.

## Veranstaltungen
In den 22 Jahren der Nutzung wurden insgesamt 32 NASCAR-Cup-Rennen veranstaltet. In vielen Jahren fanden 2 Rennen pro Saison statt. Zusätzlich wurden zwischen 1956 und 1959 4 Rennen der NASCAR Convertible Series auf der Strecke ausgetragen. Daneben starteten auch die NASCAR Modified National Championship und die NASCAR Late Model Sportsman National Championship auf dem Kurs.